# Zone of the Enders: Dolores, i
Zone of the Enders: Dolores, I est une série télévisée d'animation japonaise en 26 épisodes de 23 minutes, créée d'après le jeu vidéo Zone of the Enders de Konami et diffusée du 7 avril au 29 septembre 2001 par AT-X.
Cette série est inédite dans tous les pays francophones.

## Synopsis
2172, cinq ans après les événements de Zone of the Enders: Idolo. Un transporteur spatial, James Links, est impatient de retourner vers la Terre pour retrouver ses enfants Leon et Noëlle Links. En cours de route, il découvre Dolores, un Orbital Frame doté d'une IA très évoluée et d'un caractère enfantin. Mais quand des inspecteurs sont assassinés à bord de son vaisseau, James est aussitôt désigné comme seul coupable et pourchassé par les forces de l'ordre.
Sa fille et son fils, Noëlle et Léon, sont également poursuivis pour leur lien de parenté. S'ensuit une folle course-poursuite entre la famille Links et les autorités terrestres, puis martiennes. Après tout, Dolores ne doit pas tomber entre de mauvaises mains, car elle détient une partie du mystère sur la femme de James, le docteur Rachel Links.

## Voix japonaises
- Hōko Kuwashima : Dolores
- Mitsuru Miyamoto : Leon Links
- Narumi Hidaka : Noëlle Links
- Tesshô Genda : James Links
- Takehito Koyasu : Nathph Pleminger (Épisodes 13, 16, 19, 20, 22, 24-26)
- Yoshiko Sakakibara : Dr Rachel Links
- Etsuko Togawa : Mary (Épisode 5)
- Fumihiko Tachiki : Sameji (Épisode 2-5)
- Gara Takashima : Linda Roland (Épisode 3)
- Hiroshi Mastumoto : Opérateur (Épisode 4), Police (Épisode 5)
- Hiroshi Naka : Annonceur (Épisode 3-5) Martin (Épisode 2)
- Hisao Egawa : Bashiriko Basilisk
- Junichi Sugawara : Maître du bar (Épisode 1)
- Kazuko Yanaga : Melinda Gargoyle
- Kazunari Tanaka : Annonceur A (Épisode 1) Richard (Épisode 2)
- Kazusa Murai : Opérateur (Épisode 2)
- Kōzō Shioya : Raia
- Mahito Tsujimura : Mitchum Cervantes (Épisode 4)
- Mayumi Yanagisawa : Opérateur B (Épisode 2) Femme (Épisode 1)
- Mizuki Saitou : Pilote (Épisode 4)
- Shigenori Sôya : Président de la compagnie (Épisode 2)
- Tadahisa Saizen : Travailleur (Épisode 2)
- Taimei Suzuki : Yan (Épisode 1)
- Takeomi Ohya : Vieux monsieur dans le vaisseau
- Tetsu Inada : Pilote (Épisode 1) Yan (Épisode 3, 5)
- Tomohisa Asou : Dantes
- Yoshiyuki Kouno : Travailleur (Épisode 2)
- Yuko Sasaki : Annonceur B (Épisode 1) Opérateur A (Épisode 2)
- Yuuichi Nagashima : Von Dorufo-Mu (Épisode 2-5)

## Épisodes
1. James' Misfortune
2. Elevator of Capital Punishment
3. Leon's Choice
4. Final Countdown
5. A Runaway Trip to Death
6. Get Away
7. Untouchable
8. The Grave of Humanity
9. Lost in Space
10. Total Recall
11. Tightrope
12. Die Hard
13. Red Desert
14. Rebecca
15. Container for Sand
16. Massive Illusion
17. Family Game
18. Showdown at Noon
19. The Time of Reunion
20. Upheaval
21. Set Course for North, North West
22. Clash
23. Goodbye Mars
24. Vanishing Point
25. Sorrowing Angel
26. Farewell to Arms